# Hiába futsz
A Hiába futsz (Nowhere to Run) 1993-ban bemutatott amerikai akciófilm. A főszerepeket Jean-Claude Van Damme, Rosanna Arquette, Kieran Culkin, Ted Levine és Joss Ackland játssza. A filmet Robert Harmon rendezte, a forgatókönyvet pedig a magyar származású Joe Eszterhas írta.

## Cselekmény
Sam Gillen (Jean-Claude Van Damme) egy bankrabló, akit éppen egy rabszállítón visznek a börtönbe. Az úton feltűnik Sam társa, aki kiszabadítja barátját és az összes többi rabot. Ám mikor menekülnek egy mesterlövész megöli Sam társát. Sam így egyedül marad és kénytelen az erdőben elrejtőzni.
Egy kis ház mellett táborozik le, ahol egy anya, Clydie Anderson él a két gyerekével Mike-al és Bree-vel. Pár nappal később a két gyerek észreveszi Samet, de megígérik neki, hogy nem szólnak senkinek, hogy látták őt. Aznap este megtámadják a családot, mivel Clydie nem hajlandó eladni a házát a helybéli építkezőnek. Sam megvédi a családot, majd a nő felajánlja neki hogy ott alhat.
Ám az építkezők nem hagynak fel a terület megszerzésével, így megkérik a hegybeli seriffet Lonnie Cole-t, hogy vegye kezelésbe Sam-et. Cole megbilincseli, majd megveri Samet és elmegy. Clydie és Sam között szerelem szövődik, miközben a nő a férfit ápolja. Másnap reggel Sam sikeresen megjavítja a Triumph motorbiciklit, amit korábban vett meg Clydie-tól, mivel régen a jármű a nő egykori férjéé volt, aki meghalt.
Megjelenik Cole és rábírja Samet, hogy tűnjön el örökre. Sam bevallja Clydie-nak, hogy szökött rab és bankrabló. Sam felül a motorra és elhajt. A határ felé tart, de egy rendőr azonosítja és egy egységgel elindul elfogni. Sam sikeresen megmenekül, majd úgy dönt visszamegy Clydie-ékhoz. A nőt meglátogatják a vállalkozók és rábírják, hogy írja alá a papírt, ám hiába írta alá, a házat elkezdik felégetni. Ekkor megjelenik Sam és elintézi a ellenfeleit, majd a főnököt Hale-t is, aki pisztolyt nyom Clydie fejéhez.
Ekkor megjelennek a rendőrök. Hale-t és a többieket elfogják, ám Sam nem tud elmenekülni, így inkább feladja magát. Cole megjegyzi, hogy a bíróságon talán enyhítő körülményként lesz feltüntetve, amit Clydie-ékért tett. Sam végül megígéri a nőnek és a gyerekeknek, hogy egy nap visszatér hozzájuk.

## Szereposztás
| Karakter               | Színész               | Magyar hang      |
| ---------------------- | --------------------- | ---------------- |
| Sam Gillen             | Jean-Claude Van Damme | Jakab Csaba      |
| Clydie Anderson        | Rosanna Arquette      | Csere Ágnes      |
| Mike "Mookie" Anderson | Kieran Culkin         | Simoncsik Attila |
| Mr. Dunston            | Ted Levine            | Orosz István     |
| Bree Anderson          | Tiffany Taubman       | Kristóf Barbara  |
| Lonnie Cole seriff     | Edward Blatchford     | Rosta Sándor     |
| Billy                  | Anthony Starke        | Holl Nándor      |
| Franklin Hale          | Joss Ackland          | Makay Sándor     |
| Tom Lewis              | Stephen Bridgewater   | Wohlmuth István  |
| Sarah Lewis            | Christy Botkin        | Koffler Gizi     |
| Clydie férje           | John Rubinow          |                  |
| Vidéki boltos          | James Greene          | Kardos Gábor     |

## Produkció

### Előkészületek
A film előkészítése szokatlan hosszú ideig, több, mint tíz évig tartott. Craig Baumgarten producer Richard Marquand rendezővel együtt találta ki a film alapötletét, majd megkérték közös ismerősüket, Joe Eszterhast a forgatókönyv megírására. Marquand egy idő után elállt szándékától és a történet Baumgarten tulajdonában maradt. Később egy szerencsétlen haláleset lassította a munkálatokat, majd a producer elmerült a Tökéletes katona című filmje előkészítésében. Jean-Claude Van Damme-ot megismerve azonban ismét eszébe jutott a fiókja mélyén heverő kéziratköteg.
Végül is Robert Harmon személye, jobban mondva látásmódja volt, ami a filmet elindította a konkrét megvalósulás útján. A rendező 1986-os Az országúti gyilkos című filmjében többek között olyan látványvilágot teremtett meg, amely megragadta a producer képzeletét.

### Forgatás
A forgatás 1992 júniusában kezdődött a kaliforniai Occidentalben, majd Sonoma Countyba költözött a stáb, mivel a bukolikus vidék a legteljesebb mértékben megfelelt a filmesek elvárásának. A munkálatokat végül is a Los Angeles-i Sony stúdiókban fejezték be augusztus 6-án.
A stáb döbbenten tapasztalta, hogy a forgatás alatt a két sztár franciául vitatta meg a szereppel kapcsolatos teendőket, lévén ez Van Damme-nak anyanyelve, Arqette-nek pedig jó gyakorlási lehetőség volt.
Robert Harmon rendező, három fő irányvonalra hívja fel a figyelmet filmjéből. Ezek a lélegzetelállító akciók, főleg a szökési jelenet és a film végi motorkerékpáros üldözés, Sam és Clyde románca valamint Mookie és a szökevény kapcsolata. Ami azonban megragadta a fantáziáját, mégsem ezek megvalósításának lehetősége, hanem a film sztori-magja volt.
Ebben a filmben is Mark Stefanich volt Jean-Claude Van Damme kaszkadőre/dublőre, csakúgy, mint a Dupla dinamit és a Tökéletes katona című filmjében. Jean-Claude édesapja, Eugene Van Varenberg volt a mozi társproducere.

### Tények
Van Damme számára a film tartogatott Mookie (Kieran Culkin) személyében még egy meglepetést. A színész életében először forgatott gyermekpartnerrel és bevallja, hogy nagyon félt ettől: Azért ódzkodtam kezdetben a közös jelenetektől, mert a gyermekszereplők teljesen másképpen játszanak, mint mi. Nagyon természetesek, minden az arcukra van írva, és érzéseik nem viselik el a sminket. Kieran és Tiffany csodálatos partnernek bizonyult, nagyon jól megvoltunk együtt.
Tulajdonképpen egy nagyon egyszerű történet – meséli Jean-Claude. Azt erős és hallgatag hős jól bevált, örök westerntoposz, olyan figura, akit ennek ellenére mégsem unnak meg az emberek. Sam Gillen, az általam játszott karakter különös, öntörvényű fickó. Olyan pasas, aki – jogosan vagy anélkül, ezt most ne firtassuk – megjárta a börtön poklát, nagyon hamar eljár a keze. Ez az egyik oldala. A másik rejtett énje az, amihez a kisfiú megtalálja a kapcsolatot.
Azt hiszem, nagyon szerencsés vagyok, hogy sikerült három valódi sztárt összehozni a filmben – veszi át a szót Baumgarten, a producer.Joe Eszterhas, Van Damme és Arquette az a csapat, amelynél jobbat még elképzelni is nehéz.
Sam végül is bűnöző – meséli Craig Baumgartner. Börtönből szökve kerül Mookie-ék házához, és itt találkozik a kisfiúval. A srác az egyetlen olyan személy, ami ne a helyzetéből logikusan adódó védekezőösztönt váltja ki belőle – ami esetleg egyre mélyebbre és mélyebbre taszítaná az erőszak sarába -, hanem egy teljesen új kapcsolat lehetőségét csillogtatja meg előtte. Sam hihetetlen tragédiája, hogy amikor végre megtalálná családját és tisztességes életet kezdhetne, ismét kockáztatnia kell mindent – a törvényes erőszak ellen, törvénytelenül, az igazság nevében.
Sokan meglepődtek, miért vállalok kommerszben szerepet – magyarázta Rosanna Arquette. Valaki egyszer azt a tanácsot adta, mindig tegyem azt, amit ösztönösen jónak érzek. Ezért mondtam igent Van Damme-nak, akit nagyon megkedveltem.
Bevallom, kezdetben voltak bizonyos averzióim a szereppel kapcsolatban – meséli Rosanna Arquette, de aztán leültem gondolkodni. Végül is miért ne? Jean-Claude-ban ráadásul nem mindennapi partnert ismertem meg. Teljesen ösztönös színész, és épp ebben rejlik sikerének titka is. Szerintem nagyon jól összeillünk a vásznon.

## Fogadtatás
A filmet 1776 amerikai moziban mutatták be, világszerte pedig 30 millió dollárt szedett össze. A kritikusok közepesen fogadták a filmet, ám sokak szerint ez Van Damme legjobb akciófilmje. Az IMDb-n 4,9 csillagot kapott a 10-ből, tehát majdnem középmezőnyben van. A Rotten Tomatoes-on 28%-ra áll, tehát a "rohadt" minősítést kapta. 1993-ban Jean-Claude jelölve volt az MTV Movie Award díjra a Legkívánatosabb férfi kategóriában a filmben nyújtott alakításáért.